# Карло Ацељо Чампи
Карло Ацељо Чампи (Ливорно, 9. децембар 1920 — Рим, 16. септембар 2016) био је италијански политичар и банкар. Био је 49. премијер Италије од 1993. године до 1994. године и десети председник италијанске републике од 1999. године до 2006. године.